# لورانس كولب
لورانس كولب (بالإنجليزية: Lawrence Kolb)‏ هو طبيب نفسي أمريكي، ولد في 16 يونيو 1911 في بالتيمور في الولايات المتحدة، وتوفي في 20 أكتوبر 2006 في أورلاندو في الولايات المتحدة.